# Wappen Kirgisistans

Version von 1994 – 2016

Das aktuelle Wappen Kirgisistans wurde am 14. Januar 1994 vom Vorsitzenden des Obersten Rates der Kirgisischen Republik M. Scherimkulow genehmigt. Die aktuelle Version mit kleinen Veränderungen ist seit 2016 in Gebrauch.

## Beschreibung
Das Wappen wurde von A. Abdrajew und S. Dubanajew entworfen. Es ist kreisförmig mit blauem Hintergrund. Blau gilt in Kirgisistan als Farbe des Mutes und der Großzügigkeit. In der Mitte ist ein silberner Falke abgebildet, hinter dessen ausgebreiteten Flügeln ein See und das Alatau-Gebirge zu sehen sind sowie die darüber aufgehende Sonne mit goldenen Strahlen. Umrandet wird das Wappen von Weizenähren und Baumwollkapseln sowie dem kyrillischen Schriftzug mit dem Staatsnamen „Кыргыз Республикасы“ (Kirgisische Republik).
Vor der Unabhängigkeit von der Sowjetunion war das Wappen der Kirgisischen SSR in Gebrauch.